# پریش بیرگارد (لوئیزیانا)
بیرگارد پریش (به انگلیسی: Beauregard Parish) یک شهر و قصبه در ایالات متحده آمریکا است که در لوئیزیانا واقع شده‌است.

## خصوصیات
بیرگارد پریش ۳٬۰۱۹٫۹۴ کیلومترمربع مساحت دارد.

## نگارخانه

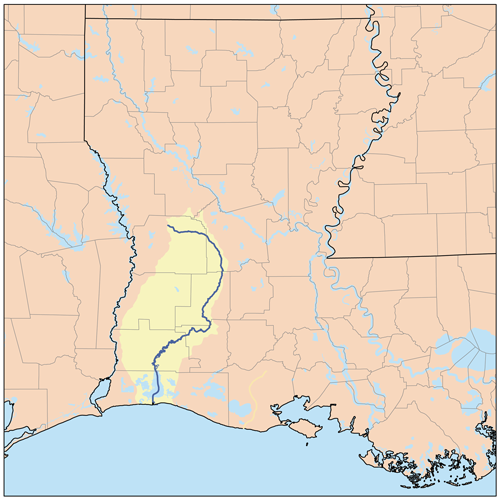
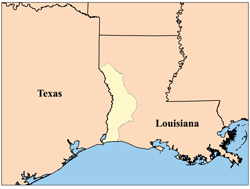